# Eduard Pflüger
Eduard Friedrich Wilhelm Pflüger (Hanau, 7 de junho de 1829 – Bonn, 16 de março de 1910) foi um fisiologista alemão.

## Vida

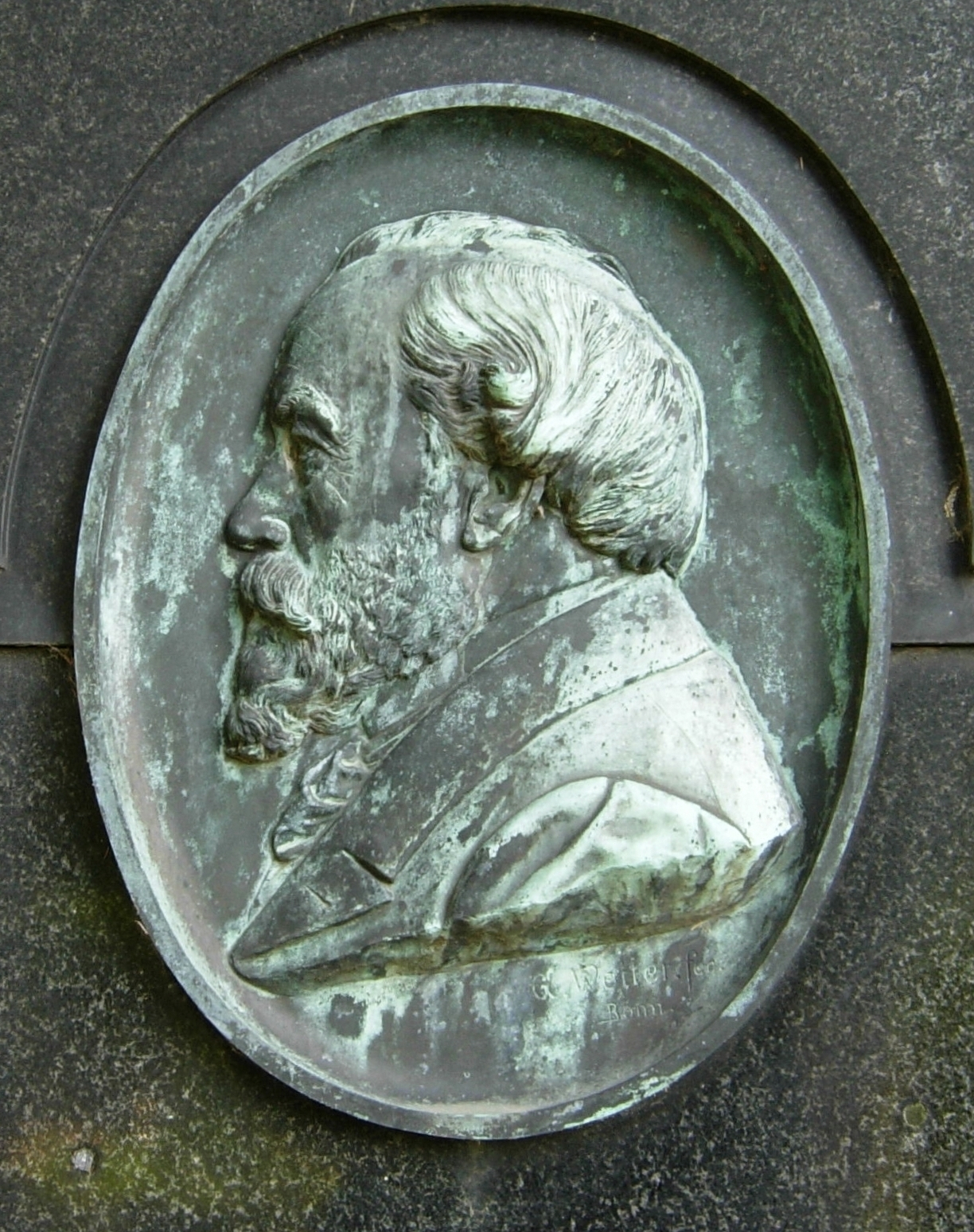
Eduard Pflüger

Em 1873 foi eleito membro da Academia de Ciências da Prússia. Em 1888 foi eleito membro estrangeiro da Royal Society e eleito em 1894 membro correspondente da Academia de Ciências da Rússia.

## Publicações
- Die sensorischen Functionen des Rückenmarks der Wirbelthiere. Nebst einer neuen Lehre über die Leitungsgesetzte der Reflexionen. Hirschwald, Berlin 1853. (Digitalisat und Volltext im Deutschen Textarchiv)
- Experimentalbeitrag zur Theorie der Hemmungsnerven. In: Archiv für Anatomie, Physiologie und wissenschaftliche Medicin. 1859, S. 13–29
- Ueber ein neues Reagens zur Darstellung des Axencylinders. In: Archiv für Anatomie, Physiologie und wissenschaftliche Medicin. 1859, S. 132
- Ueber die Ursache des Oeffnungstetanus. In: Archiv für Anatomie, Physiologie und wissenschaftliche Medicin. 1859, S. 133–148
- Ueber die Bewegungen der Ovarien. In: Archiv für Anatomie, Physiologie und wissenschaftliche Medicin. 1859, S. 30–32
- Bemerkungen zur Physiologie des centralen Nervensystems. In: Archiv für die gesammte Physiologie des Menschen und der Thiere. Band 15, 1877, S. 150–152
- Lehrbuch der Psychiatrie für Aerzte und Studirende. Urban & Schwarzenberg, Wien und Leipzig 1883
- Neurasthenie (Nervenschwäche), ihr Wesen, ihre Bedeutung und Behandlung vom anatomisch-physiologischen Standpunkte für Aerzte und Studirende. Urban & Schwarzenberg, Wien und Leipzig 1885